# Kork (Kehl)

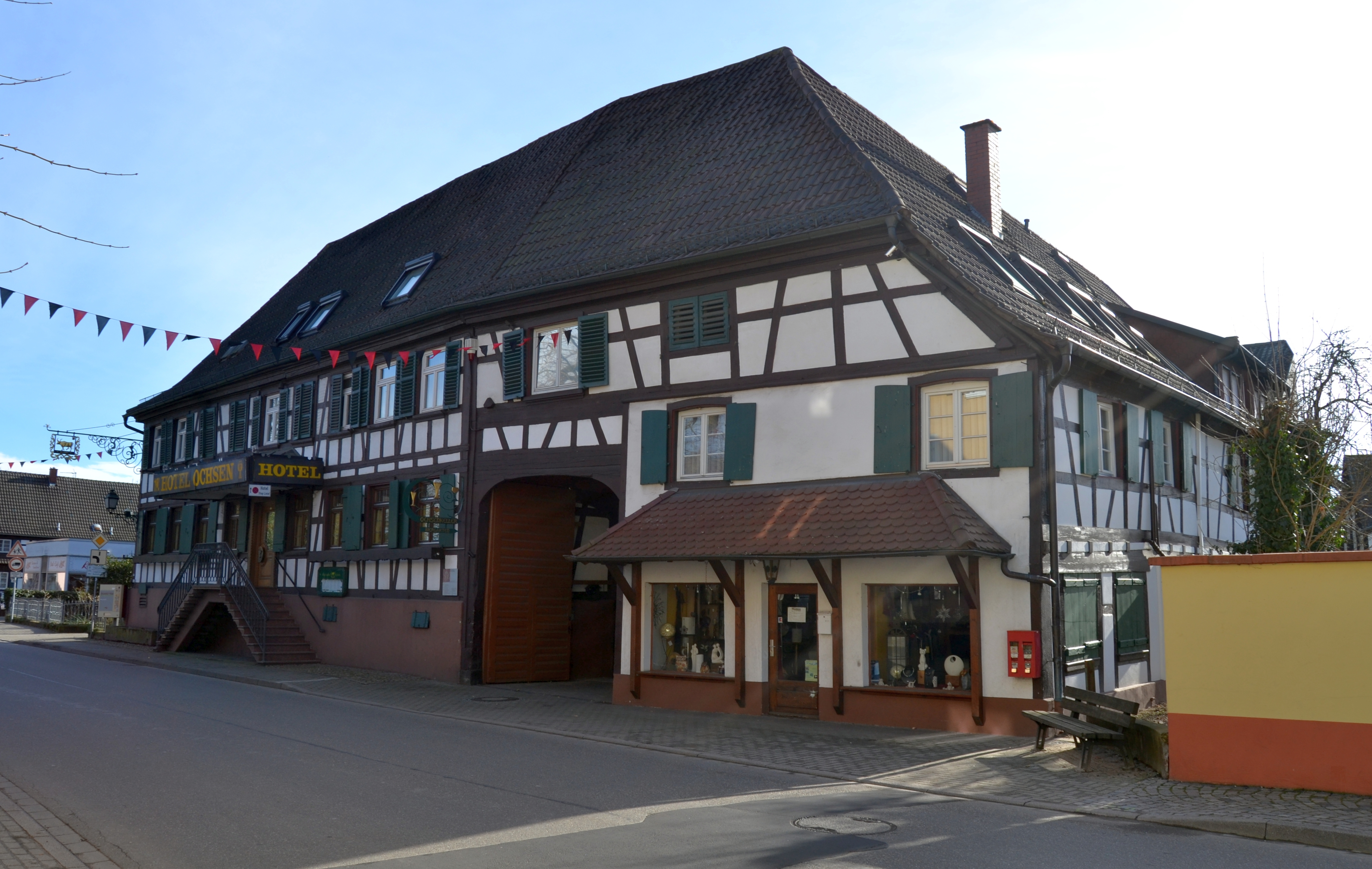
L'auberge "Ochsen".

Kork est un quartier de Kehl, à environ cinq kilomètres à l'Est du centre-ville. Il se situe historiquement au cœur de la partie allemande du Pays de Hanau.

## Histoire

### Moyen Âge
La plus ancienne mention de Kork date de 778. Kork avait été donné en fief par l'évêque de Strasbourg aux seigneurs de Lichtenberg. Vers 1330, il y eut un premier partage des terres entre Jean II von Lichtenberg, de la lignée plus ancienne de la maison, et Louis III. de Lichtenberg. Kork a échu à la première de ces lignées. Sous les Lichtenberg, le village dépendait de Willstätt.
Lorsque Jakob von Lichtenberg, le dernier héritier mâle de la maison, mourut en 1480, l'héritage passa à ses deux nièces, Anna von Lichtenberg (1442-1474) et Elisabeth von Lichtenberg. Anna avait épousé le comte Philippe Ier de Hanau-Babenhausen (1417-1480) en 1458, qui avait reçu en dot le comté de Hanau. Le comté de Hanau-Lichtenberg est né de ce mariage. Elisabeth quant à elle a épousé Simon IV. Wecker du Comté de Deux-Ponts-Bitche. L'héritage Lichtenberg fut donc partagé entre elles, le district de Willstätt et donc Kork devenant une copropriété des deux héritières.

### Époque moderne
Sous le règne du comte Philippe III de Hanau-Lichtenberg, cette situation de copropriété prit fin : le district de Willstätt échut entièrement au comté de Hanau-Lichtenberg. En retour, le district de Brumath échut entièrement au Comté de Deux-Ponts-Bitche. Après la mort du dernier comte de Hanau, Johann Reinhard III, en 1736, l'héritage — et avec lui le district de Willstätt — furent transmis au fils de sa fille unique, Charlotte von Hanau-Lichtenberg, landgrave de Hesse-Darmstadt. Suivant le Recès d'Empire, le districtde Willstätt et le village de Kork ont été attribués en 1803 à l'électorat de Bade nouvellement formé.
Kork fut incorporé à Kehl le 1er décembre 1971.

## Politique

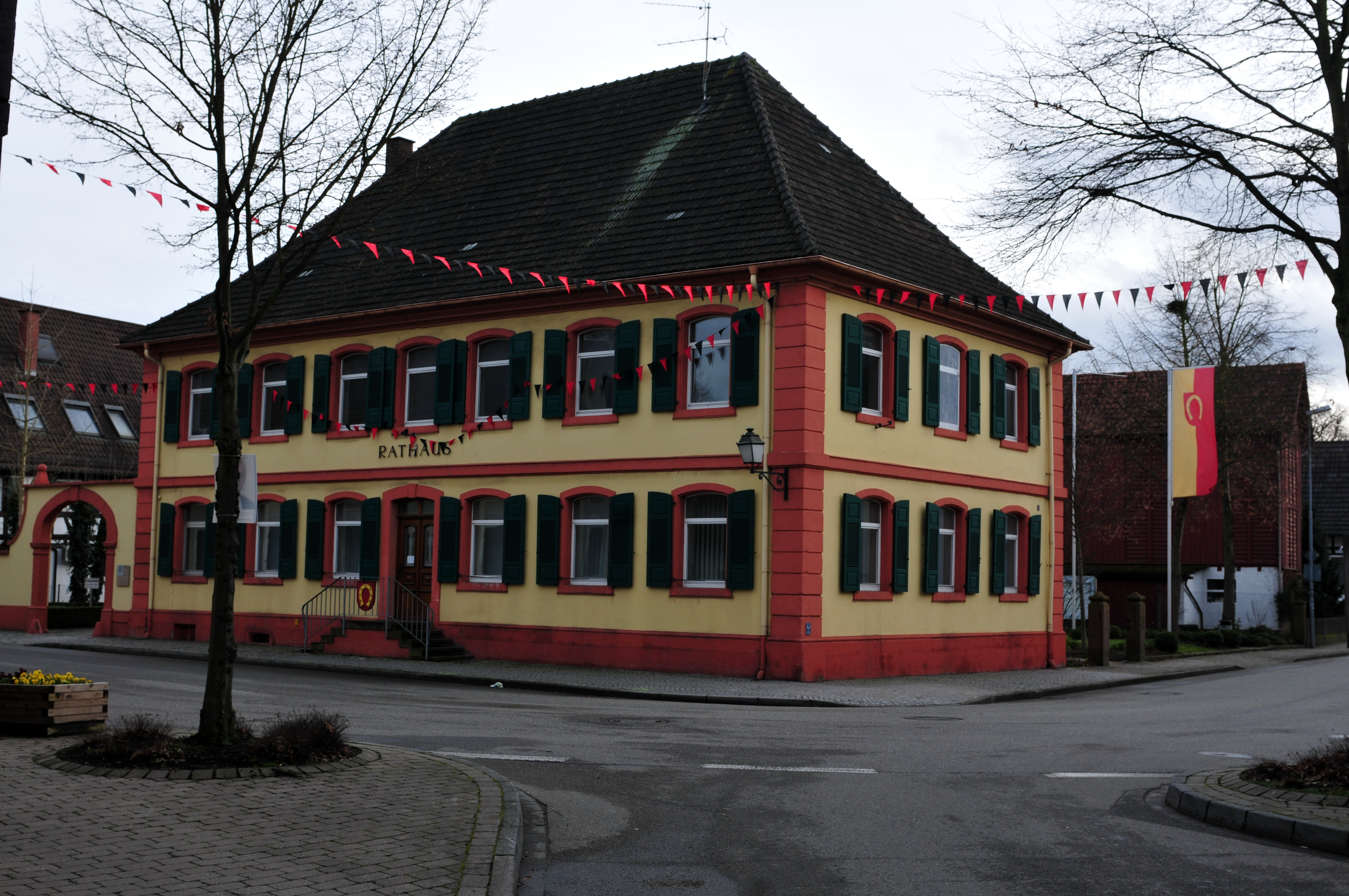
La mairie de Kork.

Après l'incorporation à Kehl, Kork fut doté d'un Ortsvorsteher (représentant du bourgmestre). Le titulaire actuel de cette charge est Patric Jokers (liste citoyenne de Kork).

## Religion

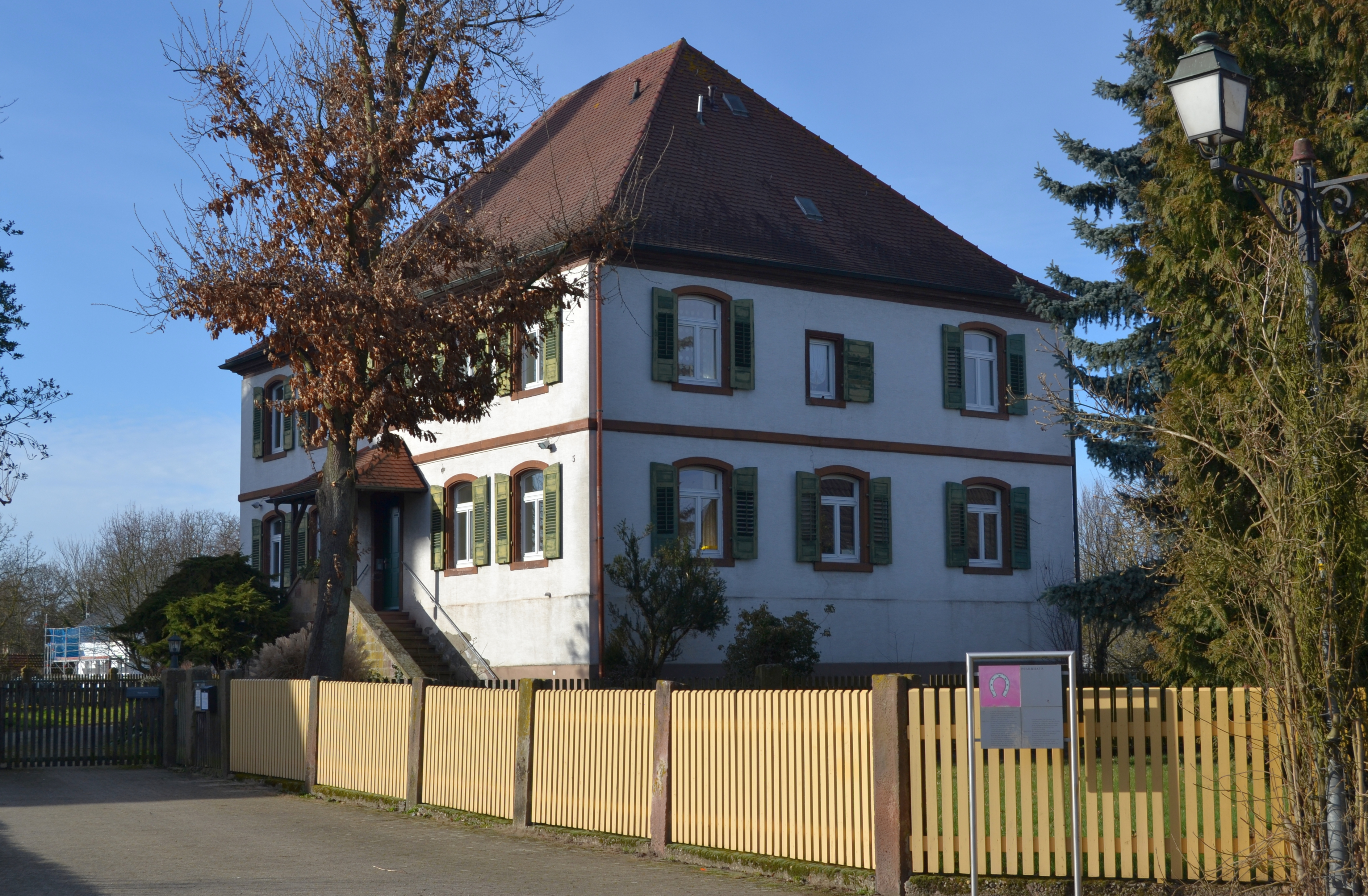
Le presbytère.

Depuis des temps immémoriaux, Kork est le siège d'une paroisse. Au début du Moyen Âge, elle s'étendait jusqu'à Hausgereut au Nord (qui fait maintenant partie de la ville de Rheinau) et Sand à l'Est (qui fait maintenant partie de Willstätt). Le comte Philippe II de Hanau-Lichtenberg (1514-1590), après avoir pris ses fonctions en 1538, imposa systématiquement la Réforme dans son comté, devenu dès lors luthérien.

### Église protestante

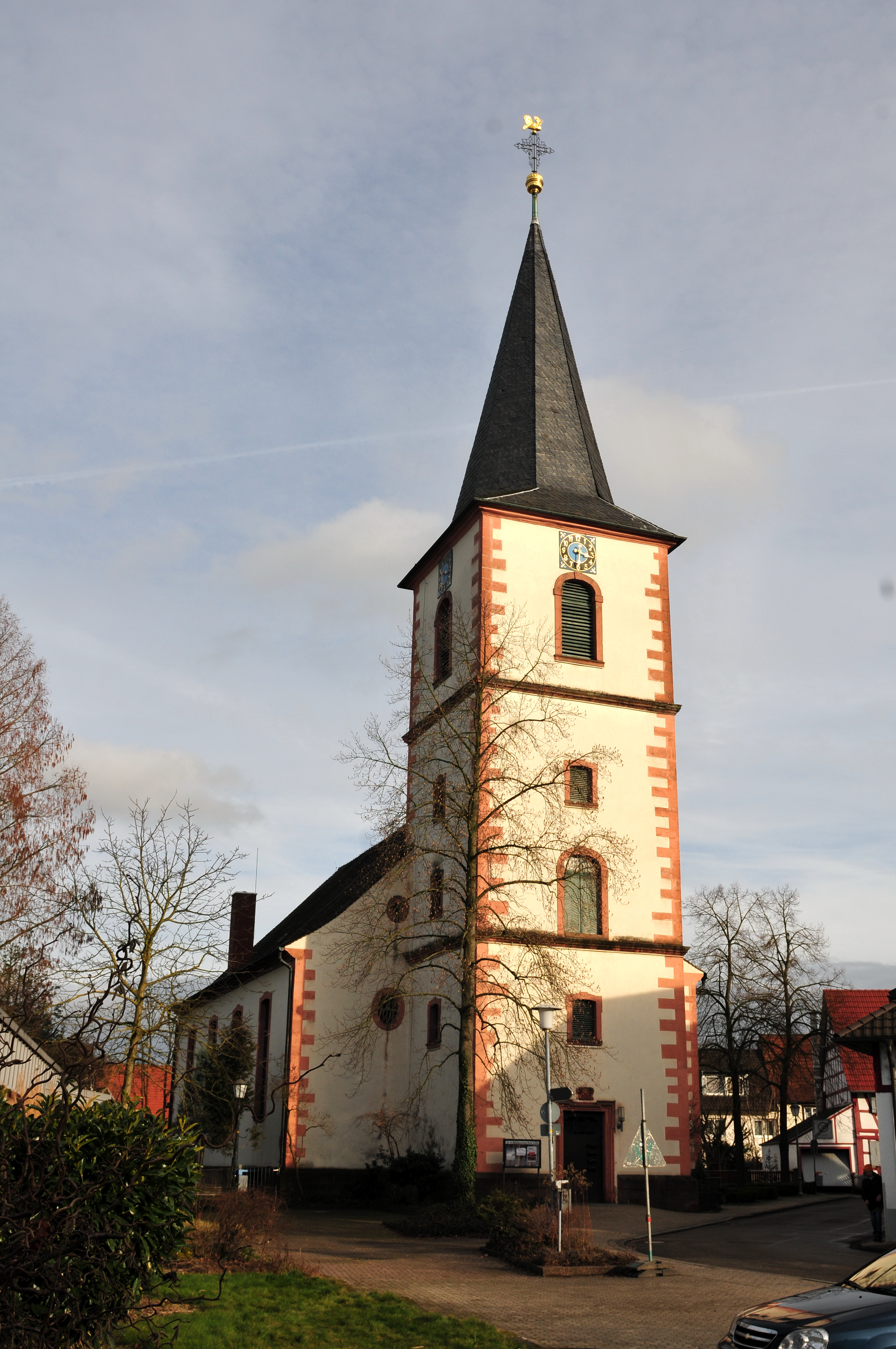
L'église protestante de Kork.

Outre Kork, Odelshofen et Querbach appartiennent également au district de la paroisse protestante. L'église actuelle du village a été construite en 1731/1732. De l'extérieur, elle apparaît très sobre ; tandis qu'à l'intérieur on peut observer un plafond en stuc, la chaire de style Empire français et un orgue rococo de 1778. Sur le clocher de l'église, une croix de plus de 4 mètres de haut s'élève dans le ciel.

### Église catholique romaine

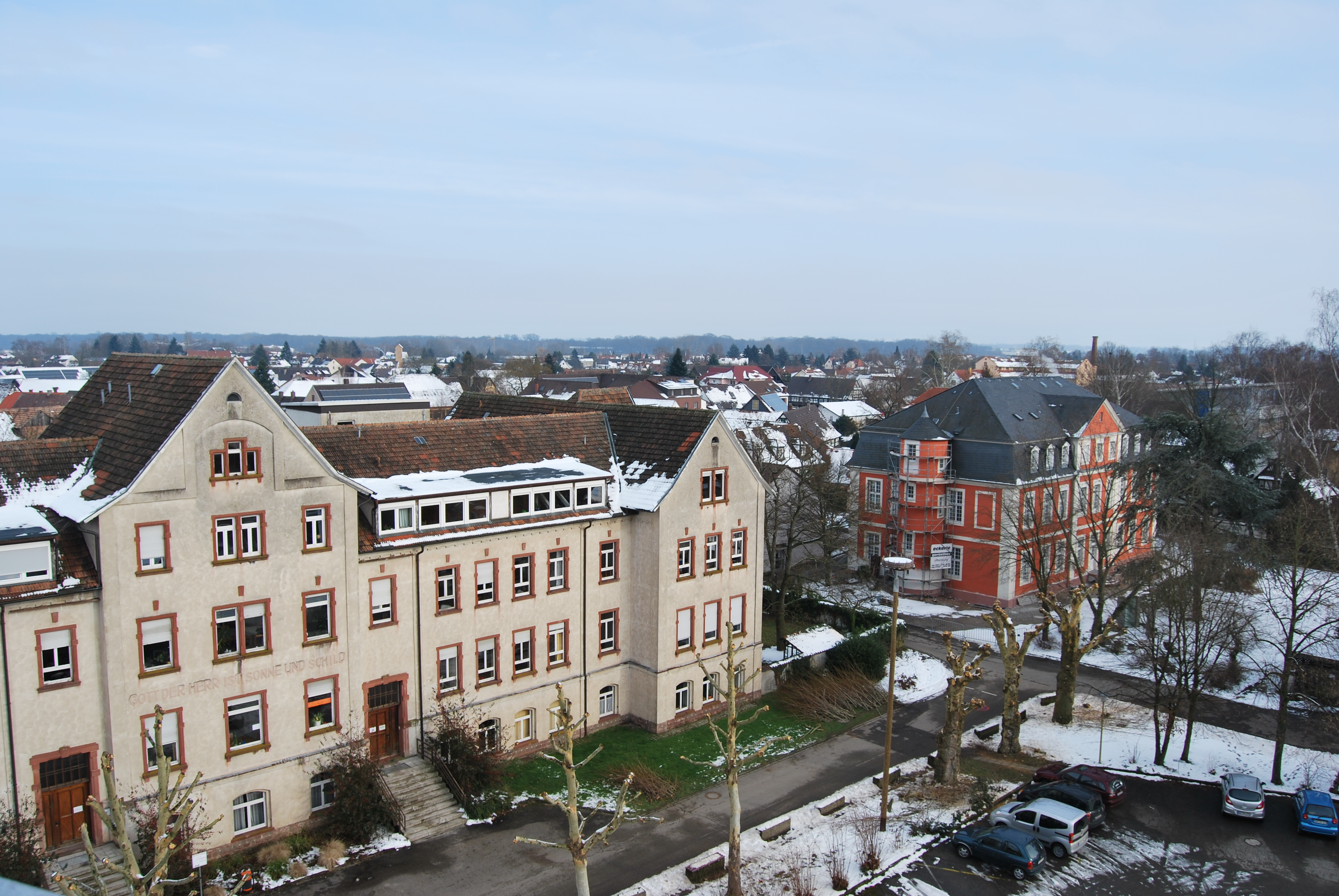
Centre d'épilepsie.

Vers 1900, le nombre de croyants de confession catholique romaine a de nouveau augmenté dans le Hanauerland et l'église catholique romaine du Sacré-Cœur de Jésus a été construite en 1906/1907 en vue des patients catholiques romains du centre d'épilepsie.

## Culture

### Musées
Le musée de l'artisanat de Kork est installé dans une ancienne brasserie, devenue plus tard une vinaigrerie, au cœur de Kork. S'y trouvent de nombreuses expositions sur les métiers quasiment anciens, ainsi que des expositions sur l'histoire du village, la pêche dans le Rhin supérieur, la construction des cathédrales au Moyen Âge, la mesure du temps, les jouets anciens et les constructions à pans de bois. C'est l'un des plus grands musées de la région. Le musée, qui continue d'être agrandi, est géré par la Reading Society 1821 Kork e. V.
Le musée allemand de l'épilepsie est également situé à Kork.

### Points d'intérêt

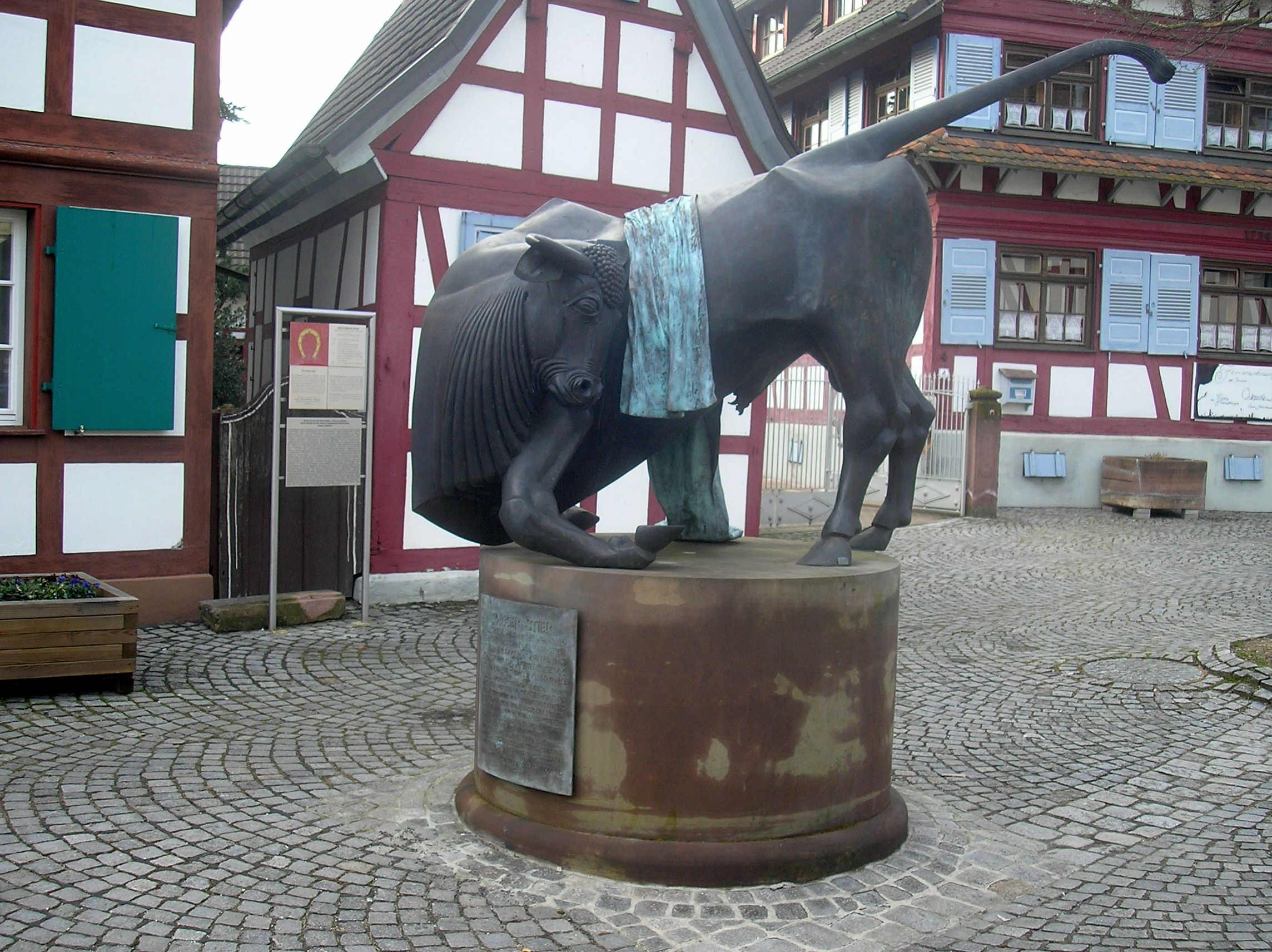
Le taureau de Kork

Kork possède un centre-ville bien conservé et développé avec de nombreuses maisons à colombages, dont certaines sont classées monuments historiques, et des fermes et auberges majestueuses du XIXe siècle. De grandes maisons à colombages se dressent autour de la place Auf dem Büh, dont la Gasthaus Krone, une imposante bâtisse à colombages datant de 1723. À l'extrémité nord de la place se trouve l'église protestante, construite en 1731/1732. Les bâtiments de l'ancienne administration seigneuriale des comtes de Hanau-Lichtenberg ont été conservés comme un ensemble unique le long de la Herrenstrasse. Ils ont été utilisés par l'administration officielle jusqu'en 1881. Ces bâtiments comprennent :
- L'Alte Landschreiber, un bâtiment à colombages de 1714 ;
- La Neue Landschreiberei, aujourd'hui appelé Korker Schloss, bâtie en 1728 dans un style baroque tardif et champêtre ;
- L'Amtsschaffnei (bureau des impôts), devenue en 1964 la mairie, aujourd'hui centre de l'administration communale ;
- L'ancienne poste.

## Transport

### En train

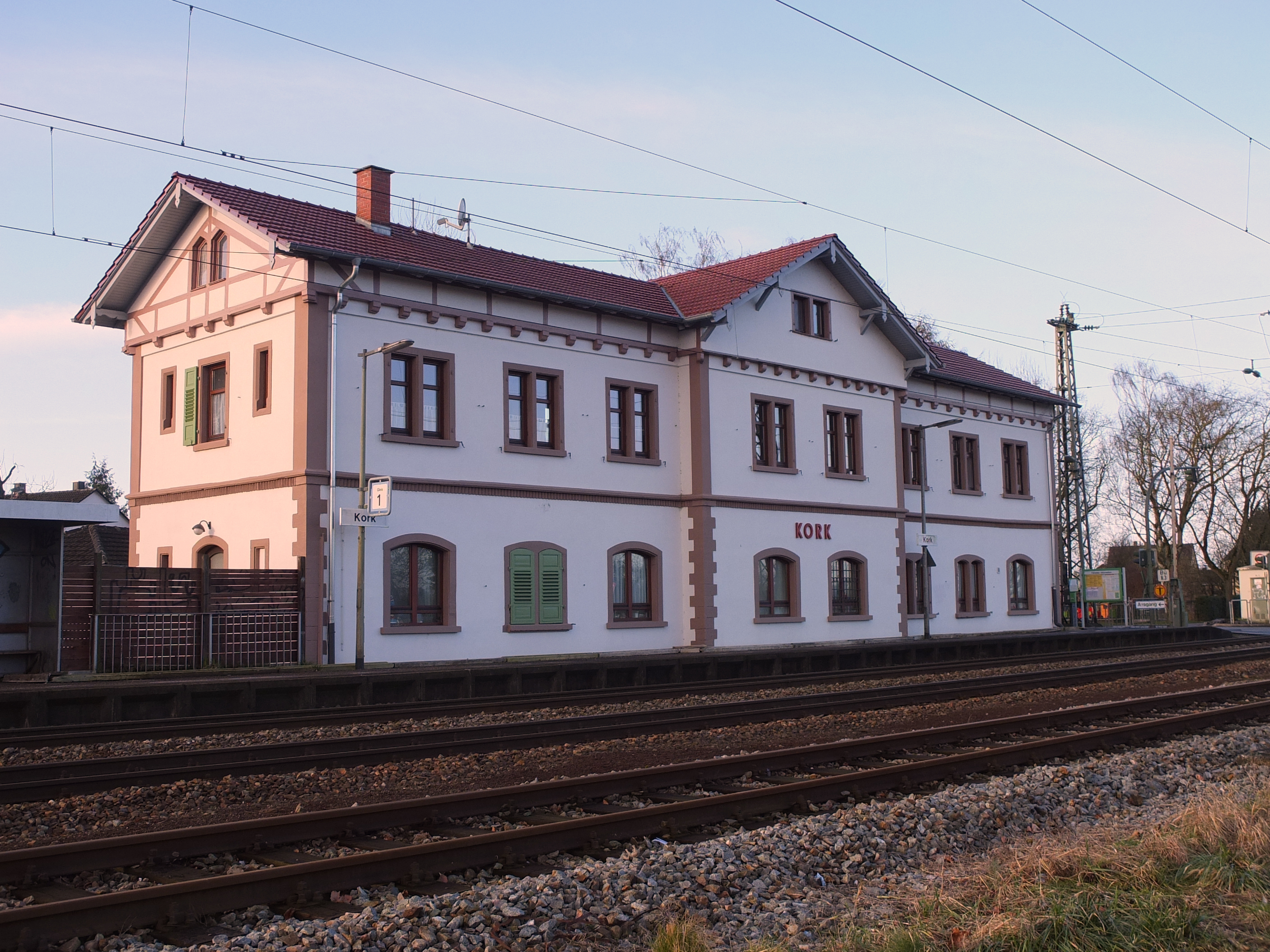
La gare de 1844

Kork est situé depuis 1844 sur la ligne de chemin de fer reliant Offenbourg à Strasbourg. Le bâtiment de la gare date de 1844 et est l'un des plus anciens conservés en Allemagne. Au début de 1945, le toit a été détruit par des tirs d'artillerie.
Aujourd'hui, les trains du S-Bahn Ortenau s'arrêtent ici entre Offenbourg et Strasbourg. Il faut cependant se rendre dans l'une de ces deux villes ou bien à Karlsruhe afin de pouvoir emprunter des trains grandes lignes. 
En raison d'un virage à proximité de la gare de Kork et du fait que la ligne n'a pas encore été agrandie, le train à grande vitesse TGV Paris - Munich ne roule qu'à 120 km/h lors de son passage à Kork.

### Par la route
Kork est reliée par la ligne de bus 7136 de SüdwestBus et la ligne de bus urbain K5 avec les communes voisines, le centre-ville de Kehl, Willstätt, et Offenburg. La route nationale 28, à quatre voies, relie Kork à Kehl et à Strasbourg à l'Ouest, ainsi qu'à Appenweier à l'Est.

## Infrastructures publiques

### Éducation
Kork dispose d'une école maternelle, ainsi que d'une école élémentaire à laquelle se rendent également les enfants de Neumühl, Odelshofen et Querbach. Les écoles secondaires les plus proches se trouvent à Bodersweiher et à Kehl. 
Le centre d'épilepsie dispose d'une école pour élèves handicapés physiques, nommée d'après le pasteur et pionnier social alsacien Johann Friedrich Oberlin, et une école de soins curatifs, ainsi qu'une école technique protestante d'éducation sociale.

### Santé
À Kork se trouvent une clinique spécialisée dans le traitement de l'épilepsie, ainsi qu'un centre pour handicapés. Ces derniers disposent de logements spéciaux, ainsi que d'une école pour enfants et adolescents handicapés. La diaconie, dont dépendent ces institutions de santé, est le plus gros employeur du village.

## Personnalités
- L'archiduc Charles-Louis d'Autriche-Teschen résida avec ses officiers au château de Kork et dans l'auberge « Ochsen » lors de la Guerre de la première coalition, en 1796–1797.
- Albert Schweitzer (1875-1965), « médecin de la jungle » et lauréat du prix Nobel de la paix, séjournait souvent chez des amis à Kork.